# 23520 Ludwigbechstein
23520 Ludwigbechstein è un asteroide della fascia principale. Scoperto nel 1992, presenta un'orbita caratterizzata da un semiasse maggiore pari a 2,3051700 UA e da un'eccentricità di 0,1219539, inclinata di 7,21475° rispetto all'eclittica.